# Victor Riqueti de Mirabeau
Victor Riqueti de Mirabeau, född 5 oktober 1715, död 13 juli 1789, var en fransk markis och ekonom.

## Biografi

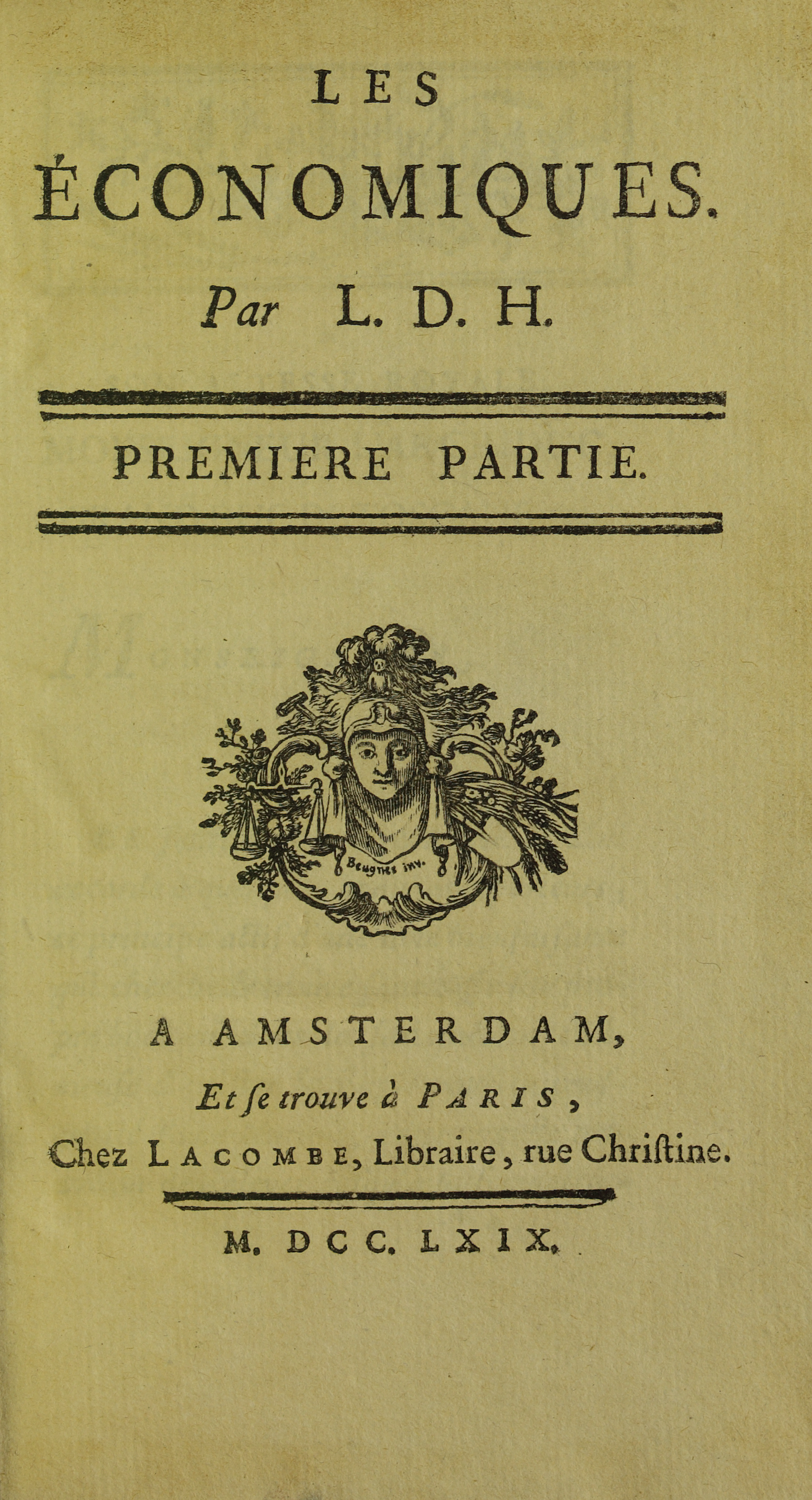
Economiques, 1769

de Mirabeau var en av de ledande fysiokraterna, som hävdade jordbrukets betydelse gentemot handel och industri. 
Han var far till Honoré Gabriel Riqueti de Mirabeau och André Boniface Louis Riqueti de Mirabeau.